# هندريك هيرتسوغ
هندريك هيرتسوغ (بالألمانية: Hendrik Herzog)‏ (2 أبريل 1969 في ألمانيا - ) هو مدرب كرة قدم ولاعب كرة قدم ألماني (وحمل سابقاً جنسية ألمانيا الشرقية) في مركز الدفاع. شارك مع منتخب ألمانيا الشرقية تحت 21 سنة لكرة القدم ومنتخب ألمانيا الشرقية لكرة القدم. أما مع النوادي، فقد لعب مع دينامو برلين وشالكه 04 ونادي أونترهاخينغ ونادي شتوتغارت ونادي هرتا برلين.

## وصلات خارجية
- هندريك هيرتسوغ على موقع الاتحاد الدولي (مؤرشف)  (الإنجليزية)
- هندريك هيرتسوغ على موقع قاعدة بيانات كرة القدم.إي يو (الإنجليزية)
- هندريك هيرتسوغ على موقع بيانات كرة القدم. دي إي (الألمانية)
- هندريك هيرتسوغ على موقع ناشيونال فوتبول تيمز (الإنجليزية)
- هندريك هيرتسوغ على موقع عالم كرة القدم.نت (الإنجليزية)